# Kalliohelli (ö, lat 60,43, long 27,29)
Kalliohelli är en ö i Finland.   Den ligger i kommunen Fredrikshamn i den ekonomiska regionen  Kotka-Fredrikshamn  och landskapet Kymmenedalen, i den södra delen av landet, 130 km öster om huvudstaden Helsingfors.